# Quý Châu
Quý Châu (giản thể: 贵州; phồn thể: 貴州; bính âm: Guìzhōu; đọc Quý Châu (tiếng Quan thoại)ⓘ) là một tỉnh nằm ở tây nam của Cộng hòa Nhân dân Trung Hoa. Năm 2018, Quý Châu là đơn vị hành chính đông thứ mười chín về số dân, đứng thứ hai mươi lăm về kinh tế Trung Quốc với 35,5 triệu dân, tương đương với Maroc và GDP danh nghĩa đạt 1.481 tỉ NDT (223,8 tỉ USD) tương ứng với Hy Lạp. Quý Châu có chỉ số GDP đầu người đứng thứ hai mươi chín, đạt 41.244 NDT (tương ứng 6.233 USD).
Tỉnh lị của Quý Châu là Quý Dương. So với các tỉnh khác của Trung Quốc, Quý Châu là tỉnh khá nghèo, nền kinh tế chưa phát triển, nhưng bù lại, Quý Châu giàu tài nguyên thiên nhiên, văn hóa, và môi trường. Về mặt nhân khẩu học, Quý Châu có mức đa dạng cao với 37% là dân số là các sắc dân thiểu số như người Miêu và Dao.

## Tên gọi
Vùng đất này khởi đầu được tổ chức hành chính dưới thời Nhà Đường, với tên gọi Củ Châu (矩州), đọc là Kjú-jyuw theo âm Hán ngữ trung cổ thời kỳ đó. Thời Mông Nguyên, chữ Củ 矩 ("cái khuôn") được đổi thành Quý 貴 ("cao quý, sang trọng") cho đẹp hơn. Khu vực này trước đây từng là một tỉnh vào năm 1413, với thủ phủ trùng tên "Quý Châu" nhưng nay đã đổi thành Quý Dương.

## Lịch sử
Vào thời Xuân Thu, trên địa giới của Quý Châu tồn tại nước cổ Tang Kha (牂柯), có sự tiếp xúc với Trung Nguyên. Đến thời Chiến Quốc, Quý Châu thuộc Kiềm Trung quận của nước Sở, địa vực bao quát khu vực Đồng Nhân và một phần của Kiềm Đông Nam hiện nay. Sau khi Tần Thủy Hoàng thống nhất Trung Quốc, phân thuộc sự quản hạt của Ba quận, Thục quận, Kiềm Trung quận và Tượng quận. Đầu thời Tây Hán, Quý Châu thuộc Kiền Vi quận và Tang Ca quận của Ích châu. Kiền Vi quận quản hạt các khu vực nay là bắc bộ Quý Châu, nam bộ Tứ Xuyên, nam bộ Trùng Khánh; Tang Ca quận quản hạt các khu vực nay là nam bộ Tứ Xuyên và các khu vực ngoại vi. Thời giữa và cuối Tây Hán, đại bộ phận khu vực bắc bộ Quý Châu nhập vào khu vực quản hạt của Tang Ca quận, khi đó Tang Ca quận có 14 huyện. Cũng trong thời Nhà Hán, trên địa bàn Quý Châu có khả năng là nơi tồn tại một liên minh bộ lạc gọi là nước Dạ Lang (夜郎), tồn tại trong khoảng 200 năm từ thế kỷ III TCN cho đến thế kỷ I CN. Thời Tam Quốc, Quý Châu thuộc Tang Ca quận của Thục Hán, quận trị là Thả Lan (nay ở tây bắc Khải Lý). Tang Ca quận thời Thục Hán có bảy quận là: Thả Lan, Vô Liễm, Quảng Đàm, Tế, Bình Ấp, Dạ Lang, Đàm Chỉ.
Thời Nhà Đường, tại Kiềm Châu đã thiết lập nên Kiềm Trung đạo, đặt Kiềm Châu quận, thiết lập Kiềm Châu đô đốc phủ. Thời Đường, tại Quý Châu xuất hiện các chính quyền thổ ti địa phương có ảnh hưởng sâu rộng về sau này. Trong các thế kỷ VIII và IX thời Đường, các binh sĩ người Hán đã đến Quý Châu và kết hôn với phụ nữ bản địa, hậu duệ của họ tương phản với những người Hán đã thuộc địa hóa Quý Châu trong thời gian về sau này. Họ vẫn nói một phương ngữ cổ xưa. Nhiều người nhập cư đến Quý Châu cũng là hậu duệ của các binh sĩ người Hán đồn trú với các phụ nữ không thuộc sắc tộc Hán.
Danh xưng "Quý Châu" bắt nguồn từ thời Nhà Tống. Năm 974, thủ lĩnh Phổ Quý khống chế Củ Châu đã quy thuận triều đình Bắc Tống. Triều đình Bắc Tống đã ban một sắc thư có đoạn: "duy nhĩ Quý Châu, viễn tại yếu hoang" (惟爾貴州，遠在要荒), đó là lần cái tên "Quý Châu" được ghi lại sớm nhất trong các thư tịch. Năm Vĩnh Lạc thứ 17 thời Nhà Minh (1413), triều đình thiết lập Quý Châu bố chánh sử ty, chính thức thiết lập hệ thống tổ chức cấp tỉnh, tên tỉnh là Quý Châu. Triều đình phế Tư Châu tuyên ủy ty và Tư Nam tuyên ủy ty, giữ lại Tủy Đông thổ ty và Thủy Tây thổ ty, cùng thuộc quyền quản hạt của Quý Châu bố chính sử ty. Năm Ung Chính thứ 5 thời Nhà Thanh (1727), Quý Châu tiếp nhận quyền quản hạt các khu vực Tuân Nghĩa phủ của Tứ Xuyên; Lệ Ba cùng các khu vực ở phía bắc sông Hồng Thủy và sông Nam Bàn thuộc Quảng Tây; Bình Khê và Thiên Trụ của Hồ Quảng.
Từ thời Nhà Minh, đã có các đợt nhập cư lớn của người Hán từ Tứ Xuyên, Hồ Nam và các khu vực xung quanh đến Quý Châu. Người Miêu đã từng tiến hành một vài cuộc nổi dậy chống lại triều đình. Dưới thời Nhà Thanh, các binh sĩ người Hán đã đến khu vực Đài Giang, kết hôn với phụ nữ tộc Miêu, và những đứa trẻ ra đời được nuôi dạy như người Miêu. Nhiều cuộc khởi nghĩa của người Miêu cũng xảy ra vào thời Nhà Thanh như cuộc nổi loạn vào năm 1735, cuộc khởi nghĩa vào năm 1795-1806 và lâu nhất là cuộc nổi dậy vào năm 1854–1873.

## Địa lý

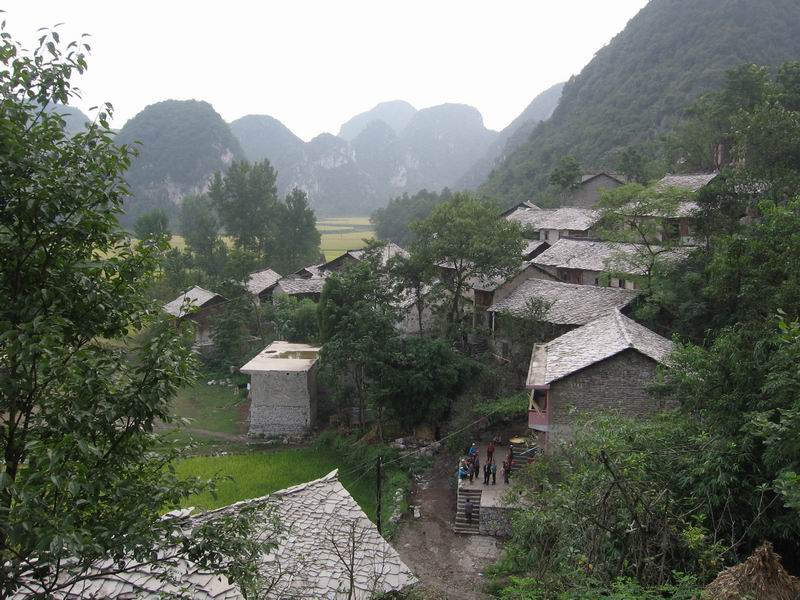
Người thiểu số Bố Ý ở thôn Thạch Đầu, phía tây Quý Châu.

Quý Châu giáp với tỉnh Tứ Xuyên và thành phố Trùng Khánh ở phía bắc, giáp với tỉnh Vân Nam ở phía tây, giáp với Quảng Tây ở phía nam và giáp với tỉnh Hồ Nam ở phía đông. Về tổng thể, Quý Châu là một tỉnh đồi núi song về chi tiết, ở phía đông tỉnh có địa hình địa hình núi non hơn trong khi ở các bộ phận ở phía đông và phía nam tương đối bằng phẳng. Phần phía tây của tỉnh tạo thành một bộ phận của Cao nguyên Vân-Quý. Địa mạo toàn tỉnh có thể phân thành bốn loại hình cơ bản: cao nguyên, núi, gò đồi và bồn địa, trong đó 92,5% diện tích là núi và gò đồi.
Trong địa giới tỉnh có nhiều dãy núi, với các đỉnh núi trùng điệp, dọc ngang, đỉnh cao vực sâu. Phía bắc Quý Châu có Đại Lâu sơn, hướng tây đến đông bắc, cửa ải trọng yếu giữa Quý Châu và Tứ Zuyên-Lâu Sơn quan có độ cao 1444 mét, ở miền trung và phía nam có Miêu Lĩnh chạy qua, đỉnh núi chính là Lôi Công sơn cao 2.178 mét, ở phía đông bắc có Vũ Lăng sơn, quanh co từ Hồ Nam đến Quý Châu, đỉnh núi chính là Phạm Tịnh sơn cao 2.572 mét. Ở phía tây, có Ô Mông sơn cao vút, nằm ở huyện Hách Chương với cao độ đạt 2.900,6 mét trên mực nước biển, là đỉnh cao nhất Quý Châu. Tuy nhiên, ở vùng sông suối tại khu vực ranh giới tỉnh thuộc huyện Lê Bình của châu Kiềm Đông Nam, độ cao tuyệt đối chỉ là 147,8 mét, là điểm thấp nhất của Quý Châu.
Ô Giang, sông Bắc Bàn và sông Nam Bàn và sông Đô Liễu có tiềm năng thủy lực to lớn. Thác Hoàng Quả Thụ trên sông Bách Thủy rất nổi tiếng.
Quý Châu có khí hậu cận nhiệt đới ẩm. Nhiệt độ trung bình dao động khoảng từ 10 đến 20 °C, trong đó nhiệt độ trung bình tháng một dao động từ 1 đến 10 °C còn nhiệt độ trung bình tháng dao động từ 17 đến 28 °C. Lượng mưa bình quân là 1.200 mm
Quý Châu cũng gặp phải những vấn đề nghiêm trọng về môi trường, chẳng hạn như sa mạc hóa và tình trạng thiếu nước kéo dài. Từ ngày 3–5 tháng 4 năm 2010, Thủ tướng Trung Quốc Ôn Gia Bảo đã đến thăm Qúy Châu và kêu gọi các nhà khoa học nông nghiệp phát triển các công nghệ chống hạn cho khu vực.

## Hành chính
Quý Châu được chia thành 9 đơn vị hành chính cấp địa khu, 88 đơn vị hành chính cấp huyện, và 1543 đơn vị hành chính cấp hương.
Chín đơn vị cấp địa khu là:
| Bản đồ          | #                                     | Tên            | Thủ phủ                                                   | Chữ Hán Bính âm | Dân số (2010) |
| --------------- | ------------------------------------- | -------------- | --------------------------------------------------------- | --------------- | ------------- |
|                 |                                       |                |                                                           |                 |               |
| — Địa cấp thị — |                                       |                |                                                           |                 |               |
| 6               | Quý Dương                             | Vân Nham       | 贵阳市 Guìyáng Shì                                        | 4.324.561       |               |
| 1               | Tất Tiết                              | Thất Tinh Quan | 毕节市 Bìjíe Shì                                          | 6.536.370       |               |
| 2               | Tuân Nghĩa                            | Hồng Hoa Cương | 遵义市 Zūnyì Shì                                          | 6.127.009       |               |
| 3               | Đồng Nhân                             | Bích Giang     | 铜仁市 Tóngrén Shì                                        | 3.092.365       |               |
| 4               | Lục Bàn Thủy                          | Chung Sơn      | 六盘水市 Liùpánshuǐ Shì                                   | 2.851.180       |               |
| 5               | An Thuận                              | Tây Tú         | 安顺市 Ānshùn Shì                                         | 2.297.339       |               |
| — Châu tự trị — |                                       |                |                                                           |                 |               |
| 7               | Kiềm Tây Nam (của người Bố Y & Miêu)  | Hưng Nghĩa     | 黔西南布依族苗族自治州 Qiánxī'nán Bùyīzú Miáozú Zìzhìzhōu | 2.805.857       |               |
| 8               | Kiềm Nam (của người Bố Y & Miêu)      | Đô Quân        | 黔南布依族苗族自治州 Qiánnán Bùyīzú Miáozú Zìzhìzhōu      | 3.231.161       |               |
| 9               | Kiềm Đông Nam (của người Miêu & Đồng) | Khải Lý        | 黔东南苗族侗族自治州 Qiándōngnán Miáozú Dòngzú Zìzhìzhōu  | 3.480.626       |               |

## Kinh tế
Quý Châu là một tỉnh nghèo và kinh tế chậm phát triển, song lại giàu tài nguyên thiên nhiên, văn hóa và môi trường. GDP danh nghĩa của tỉnh năm 2011 là 570,18 tỉ Nhân dân tệ (khoảng 90,5 tỷ đô la Mỹ). GDP đầu người đạt 16.413 NDT (2.541 USD), xếp hạng thấp nhất tại Trung Quốc.
Ngành công nghiệp dựa vào tự nhiên của tỉnh là lâm nghiệp. Quý Châu cũng là tỉnh sản xuất thuốc lá lớn thứ ba tại Trung Quốc, và là nơi có thương hiệu thuốc lá Quý Châu nổi tiếng. Các ngành công nghiệp quan trọng khác tại Quý Châu bao gồm năng lượng (sản xuất điện năng) - một phần lớn trong đó được đưa đến Quảng Đông và các tỉnh khác - và khai mỏ, đặc biệt là than đá, đá vôi, thạch tín, thạch cao, và đá phiến dầu. Tổng sản lượng than đá của Quý Châu là 118 triệu tấn vào năm 2008, và tăng 7% so với năm trước đó. Lượng điện xuất từ Quý Châu sang Quảng Đông chiếm 12% tổng lượng điện tiêu thụ của tỉnh duyên hải này. Quý Châu hy vọng con số này sẽ lên mức 50%.

## Nhân khẩu
Tôn giáo tại Quý Châu
Quý Châu là một trong các tỉnh đa dạng về sắc tộc nhất tại Trung Quốc. Các nhóm thiếu số chiếm 37% tổng dân số của tỉnh, bao gồm người Miêu, Dao, Di, Khương, Động, Choang, Bố Y, Bạch, Thổ Gia, Ngật Lão và Thủy. 55,5% diện tích của tỉnh là các khu vực tự trị của các dân tộc thiểu số. Quý Châu là tỉnh có mức sinh cao nhất ở Trung Quốc, vào năm 2000, đứng ở mức 2,19. (đô thị-1,31, nông thôn-2,42) Có hàng chục dân tộc tại Quý Châu đã yêu cầu được công nhận là dân tộc thiểu số một cách chính thức tại Trung Quốc, song bị từ chối